# Gauruncus
Gauruncus là một chi bướm đêm thuộc phân họ Tortricinae của họ Tortricidae.

## Các loài
- Gauruncus argillus Razowski & Pelz, 2006
- Gauruncus armatus Razowski & Pelz, 2006
- Gauruncus curvatus Razowski & Pelz, 2006
- Gauruncus gampsognathos Razowski, 1988
- Gauruncus gelastes Razowski, 1988
- Gauruncus gracilis Razowski & Pelz, 2006
- Gauruncus intermedius Razowski & Becker, 2002
- Gauruncus laudatus Razowski & Pelz, 2003
- Gauruncus rossi Razowski & Pelz, 2006
- Gauruncus simplicissimus Razowski & Pelz, 2003
- Gauruncus venezolanus Razowski & Brown, 2004